# Whoopi Goldberg
Whoopi Goldberg, pseudoniem van Caryn Elaine Johnson (New York, 13 november 1955) is een Amerikaanse actrice. Ze won in 1990 een Oscar voor haar bijrol in Ghost, nadat ze in 1985 al een Oscarnominatie had behaald voor haar hoofdrol in The Color Purple. Daarnaast werden haar meer dan 35 andere filmprijzen toegekend, waaronder een Emmy Award voor de schoolspecial Beyond Tara: The Extraordinary Life of Hattie McDaniel, Golden Globe voor Ghost en The Color Purple, een BAFTA Award voor Ghost en American Comedy Awards voor Ghost en Sister Act.

## Levensloop
Goldbergs eerste filmrol was in Citizen (1982), maar haar carrière kwam in een stroomversnelling door haar rol in de film The Color Purple (1985) van Steven Spielberg, een dramafilm gebaseerd op het gelijknamige boek van Alice Walker. Ze specialiseerde zich in komedies en werkt sinds 1999 tevens regelmatig als filmproducente en scriptschrijfster. Goldberg was bijvoorbeeld een van de vijftien schrijvers die van 2000 tot en met 2006 zorgden voor 130 afleveringen van de televisieserie Strong Medicine.
Goldberg speelde gedurende haar acteerloopbaan, behalve in films, ook regelmatig in televisieseries. Dat begon met eenmalige gastrolletjes in Moonlighting en A Different World, maar werd van 1990 tot en met 1991 vervolgd met een vaste plaats in de ploeg van Bagdad Cafe en tegelijkertijd van 1990 tot en met 1992 met een vaste aanstelling als stemactrice in de animatieserie Captain Planet and the Planeteers. Later was Goldberg regelmatig te zien in onder meer Star Trek: The Next Generation en Liberty's Kids.
Sinds september 2007 zit Goldberg iedere werkdag in het panel bij het Amerikaanse discussie-programma The View.
Vanaf 10 augustus 2010 was ze ook te zien in de musical van Sister Act, in het Londense Palladium Theatre als moeder-overste.
Op 2 februari 2022 werd Goldberg voor twee weken op non-actief gesteld voor het programma 'The View' vanwege haar opmerkingen over de Holocaust, die volgens haar niet zou hebben plaatsgevonden vanwege ras. Kim Godwin, president van ABC News zei in een statement hierover: 'Ondanks het feit dat Whoopi haar excuses aangeboden heeft, heb ik haar gevraagd tijd te nemen om na te denken en te leren over de impact van haar opmerkingen. De gehele organisatie van ABC News staat solidair samen met onze Joodse collega's, vrienden, families en gemeenschappen'. Eind 2022 kwam Goldberg wederom in opspraak door haar standpunt over de Joden en de Holocaust te herhalen.

### Privé
Goldberg is drie keer getrouwd geweest. Ze heeft een dochter, drie kleinkinderen en een achterkleinkind.

## Filmografie
| - Citizen (1982) - - The Color Purple (1985) - Celie Harris Johnson - Jumpin' Jack Flash (1986) - Terri Doolittle - Burglar (1987) - Bernice 'Bernie' Rhodenbarr - Fatal Beauty (1987) - Rita Rizzoli - The Telephone (1988) - Vashti Blue - Clara's Heart (1988) - Clara Mayfield - Homer & Eddie (1989) - Eddie Cervi - Ghost (1990) - Oda Mae Brown - The Long Walk Home (1990) - Odessa Cotter - Soapdish (1991) - Rose Schwartz - Blackbird Fly (1991) - Haarzelf - House Party 2 (1991) - - Sister Act (1992) - Deloris Van Cartier/Sister Mary Clarence - The Player (1992) - Detective Susan Avery - Sarafina! (1992) - Mary Masembuko - The Magical World of Chuck Jones (1992) - Haarzelf - Naked in New York (1993) - Sgt. Billy York - Loaded Weapon 1 (1993) - - Made in America (1993) - Sarah Mathews - Sister Act 2: Back in the Habit (1993) - Deloris Van Cartier/Sister Mary Clarence - The Lion King (1994) (stem) - Shenzi - The Little Rascals (1994) - Buckwheat's Mom - Corrina, Corrina (1994) - Corrina Washington - Star Trek: Generations (1994) - Guinan - The Pagemaster (1994) (stem) - Fantasy - Boys on the Side (1995) - Jane Deluca - Moonlight and Valentino (1995) - Sylvie Morrow - Theodore Rex (1995) - Katie Coltrane - Eddie (1996) - Edwina 'Eddie' Franklin - Bordello of Blood (1996) - Hospital Patiënt - Bogus (1996) - Harriet Franklin - The Associate (1996) - Laurel Ayres/Robert S. Cutty - Ghosts of Mississippi (1996) - Myrlie Evers - Rodgers & Hammerstein's Cinderella (film)(1997) - The Queen - A Christmas Carol (1997) - The Ghost of Christmas Past - Destination Anywhere (1997) - Cabbie - Titey (1998) (stem) - The Iceberg | - Alegría (1998) - Baby Clown - A Knight in Camelot (1998) - Dr. Vivien Morgan/Sir Boss - How Stella Got Her Groove Back (1998) - Delilah Abraham - Rudolph the Red-Nosed Reindeer: The Movie (1998) (stem) - Stormella, The Evil Ice Queen - The Rugrats Movie (1998) (stem) - Ranger Margaret - Alice in Wonderland (1999) - Cheshire Cat - Our Friend, Martin (1999) - - The Deep End of the Ocean (1999) - Candy Bliss - Girl, Interrupted (1999) - Valerie Owens - The Magical Legend of the Leprechauns (1999) - The Grand Banshee - The Adventures of Rocky & Bullwinkle (2000) - Judge - A Second Chance at Life (2000) - Verteller - More Dogs Than Bones (2000) - Cleo - Golden Dreams (2001) - Calafia, the Queen of California - Kingdom Come (2001) - Raynelle Slocumb - Monkeybone (2001) - Death - Rat Race (2001) - Vera Baker - The Hollywood Sign (2001) - - Star Trek: Nemesis (2002) - Guinan - Blizzard (2003) (stem) - Blizzard - Pinocchio 3000 (2004) (stem) - Cyberina - The Lion King 1½ (2004) - Shenzi - Racing Stripes (2005) - Frannie - Doogal (2006) (stem) - Ermintrude - The Last Guy on Earth (2006) - - Farce of the Penguins (2006, stem) - Helen - Homie Spumoni (2006) - Thelma - Everyone's Hero (2006, stem) - Darlin - If I Had Known I Was a Genius (2007) - Mom - Snow Buddies (2008) - Miss Mittens - Descendants (2008) - Red Flower - Stream (2009) - Jodi - Toy Story 3 (2010, stem) - Strech - The Muppets (2011) - zichzelf - De Magie van het Dagboek van Anne Frank (2015) - zichzelf - Descendants 2 (2017, stem) - Ursula |

## Televisieseries
*Exclusief eenmalige gastrollen
- Whoopi - Mavis Rae (2003-2004, 15 afleveringen)
- Liberty's Kids: Est. 1776 - Deborah Samson (2002-2003, 40 afleveringen)
- Freedom: A History of Us - Harriet Tubman (2003, 5 afleveringen)
- Strong Medicine - Dr. Lydia Emerson (2000, 4 afleveringen)
- Star Trek: The Next Generation - Guinan (1988-1993, 28 afleveringen)
- Captain Planet and the Planeteers - Gaia (1990-1992, 54 afleveringen)
- Bagdad Cafe - Brenda (1990-1991, 15 afleveringen)
- Glee - Carmen Tibideaux (2012, 3 afleveringen:Choke,props en  Nationals)
- The Middle (eenmalig); Mrs March
- Star Trek: Picard - Guinan (2020)